# 손성필
손성필(孫成弼, 1927년 11월 22일~2014년 6월 25일)은 조선민주주의인민공화국의 정치인이자, 외교관, 교육인이다. 주소련 대사 및 최고인민회의 대의원, 정무원 고등교육부장 등을 지냈다.

## 참고 자료
- 통일부 정보분석국, 2003 북한의 주요인물(서울: 통일부, 2003).
- (最新)北韓人名辭典(서울: 北韓硏究所, 1996)